# Pont de Fontpedrosa
El Pont de Fontpedrosa, o Pont Séjourné, és un viaducte ferroviari del terme comunal de Fontpedrosa, de la comarca del Conflent, a la Catalunya del Nord, que permet que el tren de la línia de Cerdanya (Tren Groc) superi la Tet. A la vegada passa sobre la carretera nacional 116. Fou projectat per Paul Séjourné, enginyer de Ponts et Chaussées.
Està situat a prop de l'extrem oriental del terme de Fontpedrosa, damunt de la Tet i de la carretera general.
Juntament amb el Pont Adolphe, a Luxemburg, també de Séjourné, es considera un dels ponts de pedra tècnicament més avançats que es van arribar a construir, ja que després de la seva època la irrupció del formigó en la construcció de ponts, juntament amb l'avenç de la construcció metàl·lica, va convertir la maçoneria en un material obsolet per fer ponts, per raons econòmiques.

## Història
La construcció del viaducte va començar el 1906 i va durar fins al 1908. És part del tram de Vilafranca de Conflent a Montlluís del Tren Groc, que va ser el primer tram a ser construït, i va ser inaugurat al mateix temps que el ferrocarril el 18 de juny de 1910.
Va ser inscrit com a monument històric el 30 de desembre del 1994.

## Arquitectura
És un pont d'una longitud de 236,70 metres i dos nivells i separats per un tauler intermedi. El traçat és rectilini i el pendent és del 6%.
El tram central, que salta el riu, està enquadrat per dos pilars de secció quadrada guarnits amb merlets. El nivell inferior presenta un gran arc ogival, de 30 metres de llum, amb una altura sobre el riu de 35 metres. Aquest arc, que té la clau de volta on es troba amb el tauler intermedi, suporta també les piles centrals de dos parells d'arcs secundaris que suporten el mateix tauler intermedi.
Sobre aquest primer nivell s'aixequen quatre arcs, que sostenen el tauler de la via fèrria, recolzant sobre els dos grans pilars que enquadren aquest ull principal, i sobre tres pilars que s'aixequen per sobre de l'arc principal del nivell inferior.
Els viaductes d'aproximació a aquest tram central recolzen també en arcs de maçoneria.

## Imatges

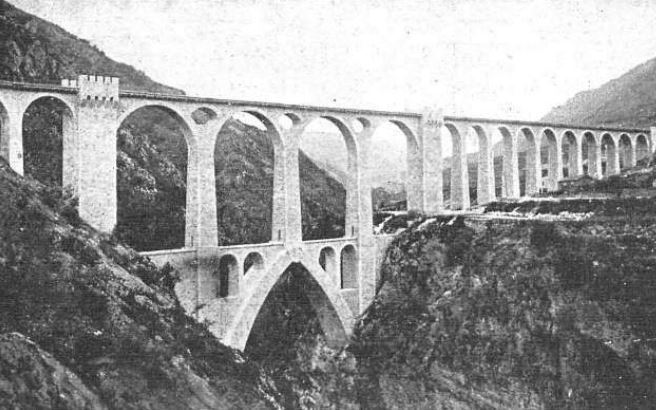
El pont el 1909
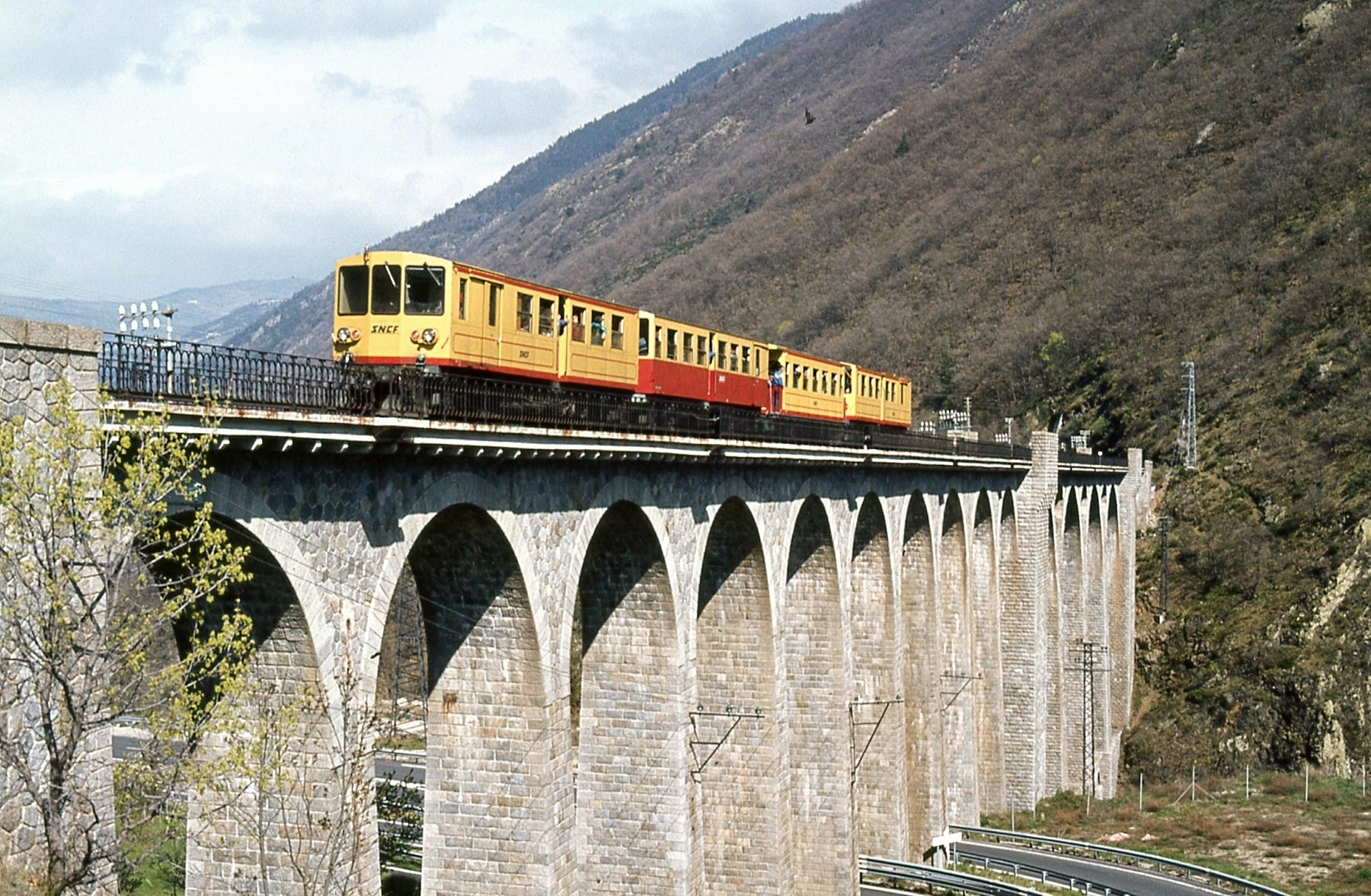
El Tren Groc passant el pont el 1985
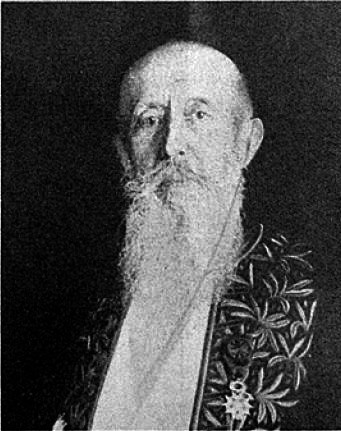
Paul Séjourné
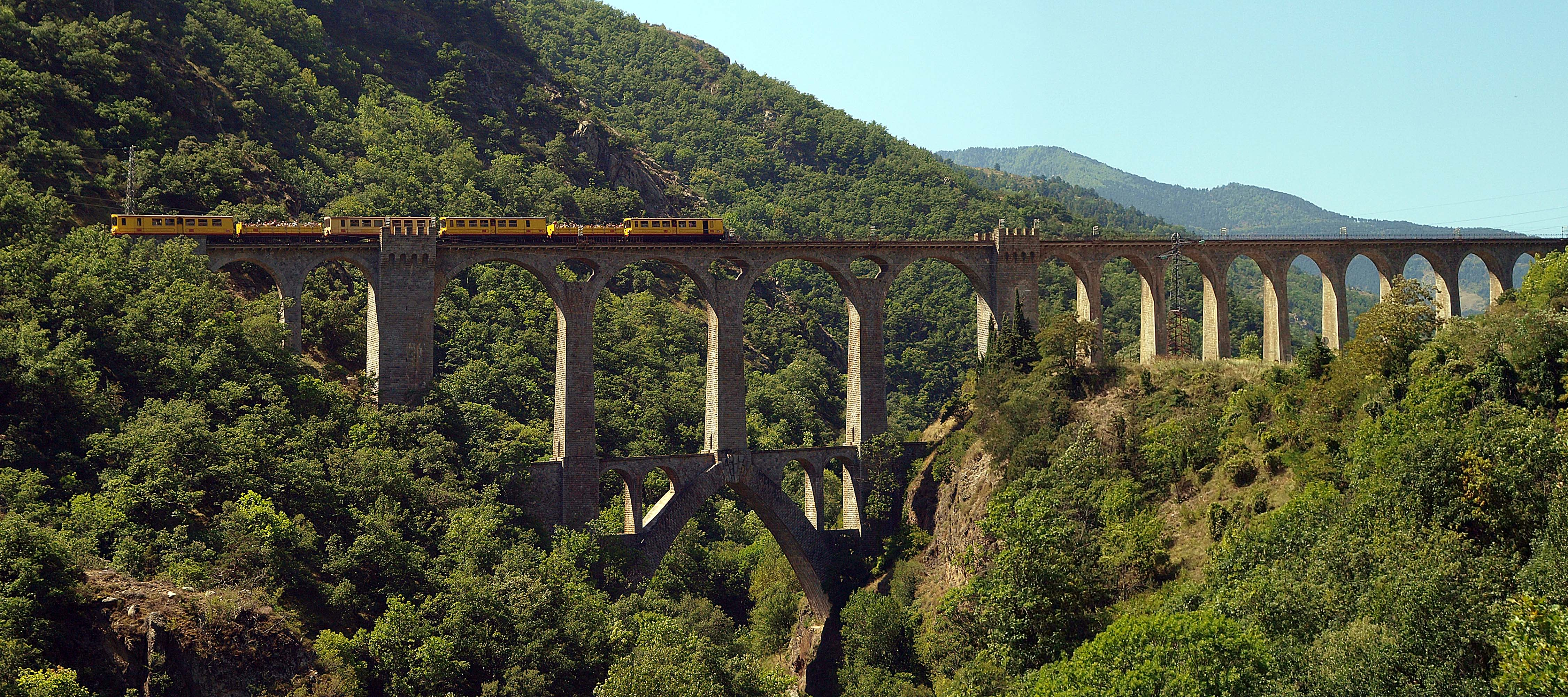
El Tren Groc passant el pont el 2011

## Literatura
Una part important de la novel·la de Gérard Raynal es desenvolupa al voltant de la construcció del pont.